# Dolichophis jugularis
Dolichophis jugularis este un șarpe neveninos din familia colubride (Colubridae)  răspândit în Cipru, Egipt, Grecia, Iran, Irak, Israel, Iordania, Siria, Turcia. Această specie se găsește în regiunile premontane prin diverse biotopuri: zonele aride, pajiști, stâncării, zone mlăștinoase, la marginea pădurii, pe litoral, prin vii, terenuri agricole și ruine. Are o talie mare, de până la 2 m. Are spatele cafeniu, brun-gălbui sau brun-cenușiu. Abdomenul este galben. Se hrănește cu șopârle, gușteri, hârciogi, popândăi, șoareci și șobolani. La sfârșitul lunii iunie începutul lunii iulie, femela depune în locuri ascunse 7-11 ouă. Puii eclozează în prima jumătate a lunii septembrie. 

## Taxonomia
Specia Dolichophis jugularis era inclusă în clasificările mai vechi sub formă de 2 subspecii în specia Coluber jugularis, care includea 4 subspecii: 
- Coluber jugularis jugularis L. 1758 - din Transcaucaz și nord-vestul Persiei  - în prezent este inclusă ca subspecie, Dolichophis jugularis jugularis, în specia Dolichophis jugularis [3]
- Coluber jugularis asianus - din Irak, Iran - în prezent este inclusă ca subspecie, Dolichophis jugularis asianus, în specia Dolichophis jugularis [3]
- Coluber jugularis caspius Gmelin 1789 - din Polonia, Ungaria, România, sud-estul fostei Republici Iugoslave, Albania, Bulgaria, Grecia, insulele egeene, vestul Turciei, coasta pontică a Caucazului -  în prezent este ridicată în prezent în rang de specie, Dolichophis caspius [4]
- Coluber jugularis schmidti Nikolsky 1909 - în restul Caucazului, Armenia, Azerbaidjan, sudul Daghestanului, nordul Iranului - în prezent este ridicată în rang de specie, Dolichophis schmidti [5]